# 1991 NL1
1991 NL1 är en asteroid i huvudbältet som upptäcktes den 12 juli 1991 av den amerikanske astronomen Henry E. Holt vid Palomar-observatoriet.
Asteroiden har en diameter på ungefär 15 kilometer.